# Арцруни, Варткез Багратович
Варткез Багратович Арцруни — советский и российский государственный и общественный деятель.
Заместитель председателя Совета Министров, глава строительного комитета Армянской ССР (1987—1988). Заместитель руководителя Департамента строительства Правительства Москвы, начальник объединения «Мосинтерстрой» (1999—2006). Гендиректор ЗАО «АртсИнвест» (2006—2019). «Заслуженный строитель Российской Федерации» (1994). Председатель попечительского Совета «Института политических и социальных исследований Черноморско-Каспийского региона» (2011—2019). Почётный гражданин города Гюмри (2020).

## Биография
Родился в октябре 1941 года в Кисловодске. Трудовую деятельность начал в 1956 году учеником-монтажником на стройке, не прерывая обучение; выпускные классы завершил в вечерней школе рабочей молодёжи. С июня 1961 по апрель 1965 года проходил военную службу во внутренних войсках МВД СССР в Кемеровской области.
В 1966 году, после сильного землетрясения в Ташкенте, Арцруни направили на восстановление столицы Узбекской ССР в качестве главного инженера управления комплектации. В Ташкенте, помимо работы, продолжил получать образование, переведясь в местное учебное заведение. Проучившись три года, переехал в Тольятти, где шло интенсивное строительство автогорода. Диплом защитил уже в Тольятти.
С 1969 года — работа в управлении строительства «Главмосстроя»: начальник управления комплектации, заместитель начальника строительства. В 1972 году возглавил СУ-1 «Мосжилстроя», с 1975 года — трест «Мосстрой-3» (на его счету 14 объектов Олимпиады—80). В 1980 Арцруни возглавил Московское городское объединение жилищного строительства. Тогда же оказал серьёзную помощь в реконструкции здания Лазаревского института, где размещалось постоянное представительство Армянской ССР.
С сентября 1987 года по приглашению руководства Армении назначен заместителем председателя Совета Министров, главой строительного комитета республики. После беспрецедентного землетрясения 1988 года в Спитаке и Гюмри, Арцруни стал руководителем республиканского штаба по восстановлению зоны бедствия.
С 1991 года — заместитель руководителя департамента строительства правительства Москвы, начальник объединения «Мосинтерстрой» (1991—1997). Под его руководством построены многие кварталы в Строгино, Алтуфьево, Бибирево, Отрадном, кафедральный собор Армянской Апостольской церкви на Трифоновской, включая выбор места для возведения храмового комплекса.
Позже занял пост генерального директора ЗАО «АртсИнвест» и концерна «Интерстрой-Девелепмент». После пожара во Всероссийском Доме актёра на улице Горького (Тверская) по просьбе руководства Москвы в 1993 году занялся восстановлением и реставрацией здания. Спустя три года, в День города Арцруни провёл торжественную церемонию открытия «Галереи Актёр».

## Общественная деятельность
Варткез Арцруни долгие годы возглавлял Епархиальный совет Российской и Ново-Нахичеванской епархии ААЦ. 29 августа 1997 состоялось открытие памятника русско-армянской дружбе «Единый крест» у Никитских ворот Москвы: Арцруни — автор идеи и спонсор сооружения. Его копию в 2013 установили в центре Еревана.
В 2015 году Арцруни учредил медаль в память о жертвах Геноцида армян в Османской империи (1915—1923), которой награждались общественные деятели разных стран, поддерживавшие признание Геноцида.
Благодаря его усилиям в Москве появилась мемориальная доска заместителя председателя Совета Министров СССР И. Тевосяна.
В 2017 Арцруни спас от провала празднование 200-летия И. Айвазовского: компенсировал расходы по реставрации могилы великого мариниста, ремонту строений и благоустройству территории мемориального комплекса у храма Сурб Саркис.
Имя Арцруни носит общественный институт политических и социальных исследований Черноморско-Каспийского региона, попечительский совет которого он возглавлял.

## Меценатство
Помимо общественной деятельности, Арцруни активно содействовал исследованиям в области истории и культуры, в частности, армянской. При его поддержке был опубликован ряд научных работ, среди которых следующие книги и альбомы:
1. Захаров В., Арешев А. Кавказ после 08.08.08: старые игроки в новой расстановке сил. — М.: Квадрига, 2010.
2. Демоян Г. Иллюстрированный сборник «Геноцид армян на первых полосах мировой прессы». — Ер.: МИГА, 2014.
3. Кеворкян Р. Геноцид армян. Полная история. — М.: Изд-во «Яуза-каталог», 2015.
4. Тер-Саркисянц А. Армяне Нагорного Карабаха. История. Культура. Традиции. — М.: НП ИД «Русская панорама», 2015.
5. Захаров В. Геноцид армян в Турции: новые документы дипломатических миссий. — М.: Центриздат, 2015.
6. Захаров В. Карабах в жизни М. Ю. Лермонтова и его окружения. — М.: Центриздат, 2015.
7. Надеин-Раевский В. А. Турция: государства Южного Кавказа и Россия истории и историографии Армянского вопроса. — М.: Российский Сборник статей. — М.: Центриздат, 2015.
8. Киракосян А. Очерки дипломатической истории и историографии Армянского вопроса. — М.: Российский писатель, 2016.
9. Надеин-Раевский В. А. Пантюркизм: идеология, история, политика. Экспансионистская доктрина: от Османской империи до наших дней и судьбы Турции, России и Армении. — М.: Издательство «Русская панорама», 2017.
10. Надеин-Раевский В. А. Пантюркизм: от Османской империи до наших дней и судьбы Турции, Армении и России. — М.: Издательство «Русская панорама», 2018.
11. История Армении (на основе альбома «Histoire de’Armenie», выпущенного в 1888 в Венеции на франц. яз.). — М.: Издательство «Марко Фано», 2018.

## Почётные звания
- «Заслуженный строитель Российской Федерации» (1994)
- «Почётный строитель Главмосстроя»

## Награды
- орден «Слава России» (2009)
- орден Дружбы Народов
- орден «Знак Почета»
- медаль «За доблестный труд»
- медаль «Ветеран труда»
- медаль Нагорно-Карабахской Республики (Благодарность)
- юбилейные медали

## Видео
- Арцруни: памятник В.Вильсону отлит! Когда и где он будет установлен?
- Единственный, на кого рассчитывал К. Демирчян, был В. Арцруни
- Багратыч из рода Арцруни
- Род Арцруни: всегда на острие событий
- «Он человеком был…» К годовщине ухода из жизни В. Арцруни.
- Галерея красоты и артистизма.
- Россия и Армения: в поисках «Дороги жизни»